# Антуан Тассі
Антуан Тассі (фр. Antoine Tassy; нар. 26 березня 1924, Гаїті — пом. 3 березня 1991, Порт-о-Пренс, Гаїті) — гаїтянський футболіст та тренер, виступав на позиції нападника.

## Клубна кар'єра
Виступав в аматорському гаїтянському клубі «Вікторі».

## Кар'єра в збірній
У національній збірній Гаїті виступав наприкінці 40-х та в 50-х роках XX століття, зіграв в офіційних турнірах 15 матчів та відзначився 6-а голами. Учасник кваліфікації чемпіонату світу 1954 року, Чемпіонату КККФ 1957 та Панамериканських ігор 1959.
Голи за збірну
| Забиті м'ячі Антуана Тассі в національній збірній | Забиті м'ячі Антуана Тассі в національній збірній | Забиті м'ячі Антуана Тассі в національній збірній | Забиті м'ячі Антуана Тассі в національній збірній | Забиті м'ячі Антуана Тассі в національній збірній | Забиті м'ячі Антуана Тассі в національній збірній | Забиті м'ячі Антуана Тассі в національній збірній |
|                                                   | Дата                                              | Місце                                             | Суперник                                          | Рахунок                                           | Результат                                         | Змагання                                          |
| ------------------------------------------------- | ------------------------------------------------- | ------------------------------------------------- | ------------------------------------------------- | ------------------------------------------------- | ------------------------------------------------- | ------------------------------------------------- |
| 1.                                                | 13 грудня 1948                                    | Сабіна Парк, Кінгстон (Ямайка)                    | Ямайка                                            |                                                   | 1-2                                               | Товариський матч                                  |
| 2.                                                | 14 листопада 1953                                 | Стад Сильвіо Катор, Порт-о-Пренс (Гаїті)          | Ямайка                                            |                                                   | 4-1                                               | Товариський матч                                  |
| 3.                                                | 12 березня 1956                                   | Стад Сильвіо Катор, Порт-о-Пренс (Гаїті)          | Панама                                            | 1-1                                               | 2-1                                               | Товариський матч                                  |
| 4.                                                | 13 серпня 1957                                    | Ріфстадіон, Віллемстад (Кюрасао)                  | Кюрасао                                           | 0-2                                               | 1-3                                               | Кубок КККФ 1957                                   |
| 5.                                                | 16 серпня 1957                                    | Ріфстадіон, Віллемстад (Кюрасао)                  | Гондурас                                          | 2-1                                               | 2-1                                               | Кубок КККФ 1957                                   |
| 6.                                                | 23 серпня 1957                                    | Ріфстадіон, Віллемстад (Кюрасао)                  | Куба                                              | 0-2                                               | 1-6                                               | Кубок КККФ 1957                                   |

## Кар'єра тренера
На початку 1963 року на чолі з «Расінг Клюб Гаїтьєн» виграв Кубок чемпіонів КОНКАКАФ 1963 року. Після цього успіху тренував національну збірну Ямайки, в якій пропрацював жо 1964 року.
Під час роботи в національній збірній Гаїті Антуана Тассі команда використовувалася як інструмент пропаганди Дювальїстів. Товариський матч на «Даунінг Стедіум» (Нью-Йорк) між збірної Гаїті та колумбійським «Мільйонаріос» (липень 1973), гаїтянські вигнанці затримали початок поєдинку на майже 2 години й 45 хвилин на знак протесту проти репресій на їх історичній батьківщині. Після цього Тассі відвів свою команду до роздягальні і сказав, що вони повертаються додому. Пізніше йому передзвонив президенту Федерації футболу Гаїті Клод Реймон, який сказав йому відновити матч, якщо це можливо. Потім приїхав Серж Чарльз, високопоставлений член гаїтянської делегації в Організації Об'єднаних Націй, і знову зателефонував Раймонду, і гаїтяни погодилися повернутися на поле. Прибула поліція й оточила поле.
У лютому 1974 року оглядач «Обсервер» Г'ю Макілвенні так описав Тассі: «невисокий, худорлявої статури чоловік», «48-річний негр, який керує спортом на Гаїті та тренує національну збірну». У статті йшлося про те, що Антуан проягом декількох років навчався футболу в Парижі і «двадцять років» як завершив виступи на лівому фланзі нападу «Расінгу», «одного з найпопулярніших серед восьми команд Порт-о-Пренсу, які формують найвищий футбольний дивізіон на Гаїті», під його кураторством.
Дивлячись вперед на матч першого раунду чемпіонату світу проти Італії того ж року, Тассі зазначив, що «ми знаємо, що італійці не гратимуть проти нас звичайну [для себе] гру... вони не будуть настільки обережними, як зазвичай. Вони вийдуть, щоб розгромити, розглядаючи нас як найслабших своїх опонентів. Ми постараємося ретельно захищатися й відповісти їм контр-атаками».
Як й обіцяв Антуан, Гаїтянці в першому матчі чемпіонату світу 1974 року проти Італії намагалися зіграти «в свою гру», на 46-й хвилині швидку контр-атаку розігнав Філіп Ворб, який відзначився гольовою передачею на Емманюеля Санона, таким чином гаїтяни відкрили рахунок у матчі. Проте італійці все ж перемогли в тому матчі, 3:1.
На Кубку незалежності Бразилії 1972 року працював разом з гондурасцем Карлосом Падільєю.
Також тренував гаїтянський клуб «Віолетт», в тому числі й на Кубку чемпіонів КОНКАКАФ 1977. У 1976 році залишив збірну, проте під час кваліфікації чемпіонату світу 1982 року знову її очолив.
Помер 3 березня 1991 року в лікарні Канап-Верт у місті Порт-о-Пренс.

## Досягнення

### Як гравця
збірна Гаїті
- Чемпіонат КККФ
  -  Володар (1): 1957

### Як тренера
«Расінг Клюб Гаїтьєн»
- Кубок чемпіонів КОНКАКАФ
  -  Володар (1): 1963

збірна Гаїті
- Кубок націй КОНКАКАФ
  -  Володар (1): 1973
  - Срібний призер (1): 1971